# デイヴィッド・トレフガン (第2代トレフガン男爵)
第2代トレフガン男爵デイヴィッド・ガーロ・トレフガン（英: David Garro Trefgarne, 2nd Baron Trefgarne PC、1941年3月31日 - ）はイギリスの貴族、政治家。1962年より現在まで貴族院議員を務めている。

## 来歴
初代トレフガン男爵ジョージ・トレフガンの息子として生まれた。父ジョージが1960年に没すると、弱冠19歳でトレフガン男爵を継承した。ヘイリーベリー=インペリアル・サービス大学を卒業すると、1962年の21歳の誕生日に貴族院の議席を得た。彼は自由党(のち労働党)の政治家であった父とは異なり、保守党に所属している。
1977年より1979年までは野党院内幹事、同年から1981年にかけてはサッチャー内閣下の与党院内幹事を務めた。幹事職離任後は直ちに貿易政務次官に就任して初入閣を果たしたほか、外務・英連邦政務次官、保健・社会保障政務次官、軍政務次官を務めた。1985年には国防補佐担当大臣に就任、その後国防調達担当大臣、貿易担当大臣を歴任したのち、1989年に枢密顧問官に任じられている。
彼は1999年の貴族院法制定以降も引き続いて同院に籍を置く92人の世襲貴族の一人である。2016年にグロコット卿が提出した世襲貴族制度全廃法案の審議を巡っては議事妨害を敢行、廃案に追い込んだ。

## 家族
1968年11月9日にロザリー・レイン（Rosalie Lane、1946年 - 、政治家ピーター・レインの長女）と結婚して、二男一女をもうけた。
- ジョージ・ガーロ・トレフガン閣下（1970年1月4日 - ） - 爵位の法定推定相続人
- ジャスティン・ピーター・トレフガン閣下（1973年1月5日 - ）
- レベッカ・ロザリー・トレフガン（1976年1月28日 - ）